# گمینا دوبره (استان ماسوویان)
گمینا دوبره (استان ماسوویان) (به لهستانی:  Gmina Dobre) یک گمینا در لهستان است که در شهرستان مینگسک واقع شده‌است. گمینا دوبره ۱۲۴٫۸۵ کیلومتر مربع مساحت و ۶٬۰۱۲ نفر جمعیت دارد.